# Захоплений в кабаре
Захоплений в кабаре (англ. Caught in a Cabaret) — американський короткометражний фільм 1914 року за участю Чарлі Чапліна.

## Сюжет
Чарлі працює офіціантом у кабаре. Одного разу під час перерви він іде вигулювати собаку та рятує Мейбл від бандита, що намагався її пограбувати.
Чарлі представляється послом Греції, та отримує запрошення на вечірку.
Гаррі, жениху Мейбл, не подобається її інтерес до Чарлі та він відстежує що той лише працює у кабаре.
На вечірці Мейбл проводить весь час разом із Чарлі, але той невдовзі змушений піти, тому що в нього закінчилась перерва на роботі.
Гаррі запрошує усіх прогулятися містом, щоб ніби випадково зайти до кабаре.
Викритий Чарлі каже що він тут після балу та лише зображує офіціанта, але власник кабаре розповідає правду, після чого починається бійка.

## Ролі
- Чарлі Чаплін — офіціант
- Мейбл Норманд — Мейбл
- Гаррі Маккой — жених Мейбл
- Честер Конклін — офіціант
- Едгар Кеннеді — власник кабаре
- Мінта Дарфі — танцюристка
- Філліс Аллен — танцюристка
- Джозеф Свікард — Батько Мейбл
- Еліс Девенпорт — Мати Мейбл
- Генк Манн